# Valdampierre
 Valdampierre  es una comuna y población de Francia, en la región de Picardía, departamento de Oise, en el distrito de Beauvais y cantón de Auneuil.
Su población en el censo de 1999 era de 880 habitantes.
Está integrada en la Communauté de communes des Sablons.

## Demografía
| 423 | 364 | 304 | 639 | 829 | 880 |
| Para los censos de 1962 a 1999 la población legal corresponde a la población sin duplicidades (Fuente: INSEE [Consultar]) |     |     |     |     |     |